# Прогон (род)
Прогоны (по албански — Прогони) — династия, основавшая первое албанское государство — Княжество Арберия, которое подпало под влияние Византийской империи, Эпирского деспотата и Сербского королевства .
Основателем княжества был Прогон, носивший титул архонта (правителя) крепости Круя. Он правил с 1190 по 1198 год. Ему наследовал его сын Гьон Прогони, второй архонт Круи (1198—1208). После смерти Гьона титул архонта Круи принял его младший брат, Димитрий Прогони (1208—1216). Семья Прогони обладала значительной степенью самостоятельности.
Прогони исчезают в исторических источниках после смерти Димитрия в 1216 году.

## Члены династии
- Прогон (? — 1198), основатель, архонт Круи (между 1190—1198 гг.)
  - Гьон Прогони (? — 1208), второй архонт Круи (1198—1208)
  - Димитрий Прогони (? — 1216), третий архонт Круи (1208—1216). Носил титул паниперсеваста.